# Ottaviano degli Ubaldini
Ottaviano degli Ubaldini, llamado también Attaviano (Florencia, 1214 - Roma, 1273), fue un cardenal italiano. En su tiempo era llamado simplemente El Cardenal.
Originario de Florencia, pertenecía a una ilustre familia gibelina. Fue nombrado Arzobispo de Bolonia en el 1240, pero por un defecto de edad no fue confirmado. El 28 de mayo de 1244 fue nombrado cardenal por el papa Inocencio IV, con el título de diácono de Santa Maria in Via Lata.
Ejerció un rol significativo al interno de la curia romana, así como fue importante su acción de lucha contra Federico II, a favor de la causa güelfa. Como obispo de Bolonia, dirigió al ejército güelfo de los bolonieses y de sus aliados contra las ciudades gibelinas de la Lombardía inferior.
Después de la derrota de Federico II en Parma (18 de febrero de 1248) fue Ottaviano quien recuperó para el Estado Pontificio todas las ciudades de la Romaña desde Imola a Rimini (mayo-junio de 1248). En la batalla de Fossalta (26 de mayo de 1249) fue hecho prisionero el hijo de Federico II, Enzo, que fue encerrado en un palacio de Bolonia.
Su sobrino fue el arzobispo Ruggieri degli Ubaldini.

## En la literatura
Muchos comentadores contemporáneos lo indican como un encendido defensor de la causa gibelina. 
De hecho, dijo de sí mismo:

Yo puedo decir, si es espíritu, que lo perdí por la parte gibelina.

Por esto Dante Alighieri lo coloca en el Infierno y lo hace citar por Farinata degli Uberti como compañero de pena en el círculo de los epicúreos (hoy diríamos "ateos"), junto al mismo Federico II.